# Spectre de emisie
Spectrele de emisie se obțin prin excitarea atomului cu ajutorul luminii, ciocnirilor electronice, atomice etc.
```
daca o sursa luminoasa emite lumina, si daca acestea se pot descompune
```

Se pot obtine diferite culori de spectre care depind de caracteristicile
Sursei de emitere.
Caracteristicule care compun spectrul luminos sunt:temperatura presiunea si compozitia chimia a acestuia.
Spectru de absorbtie:trecerea unui electron de pe un nivel inferior pe unul superior